# Zieleinlauf

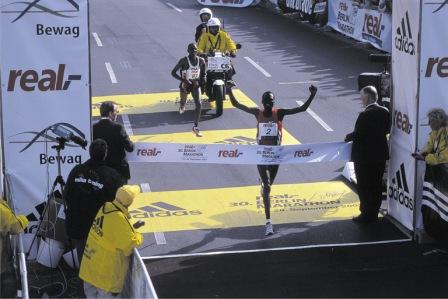
Zieleinlauf beim Berlin-Marathon 2003

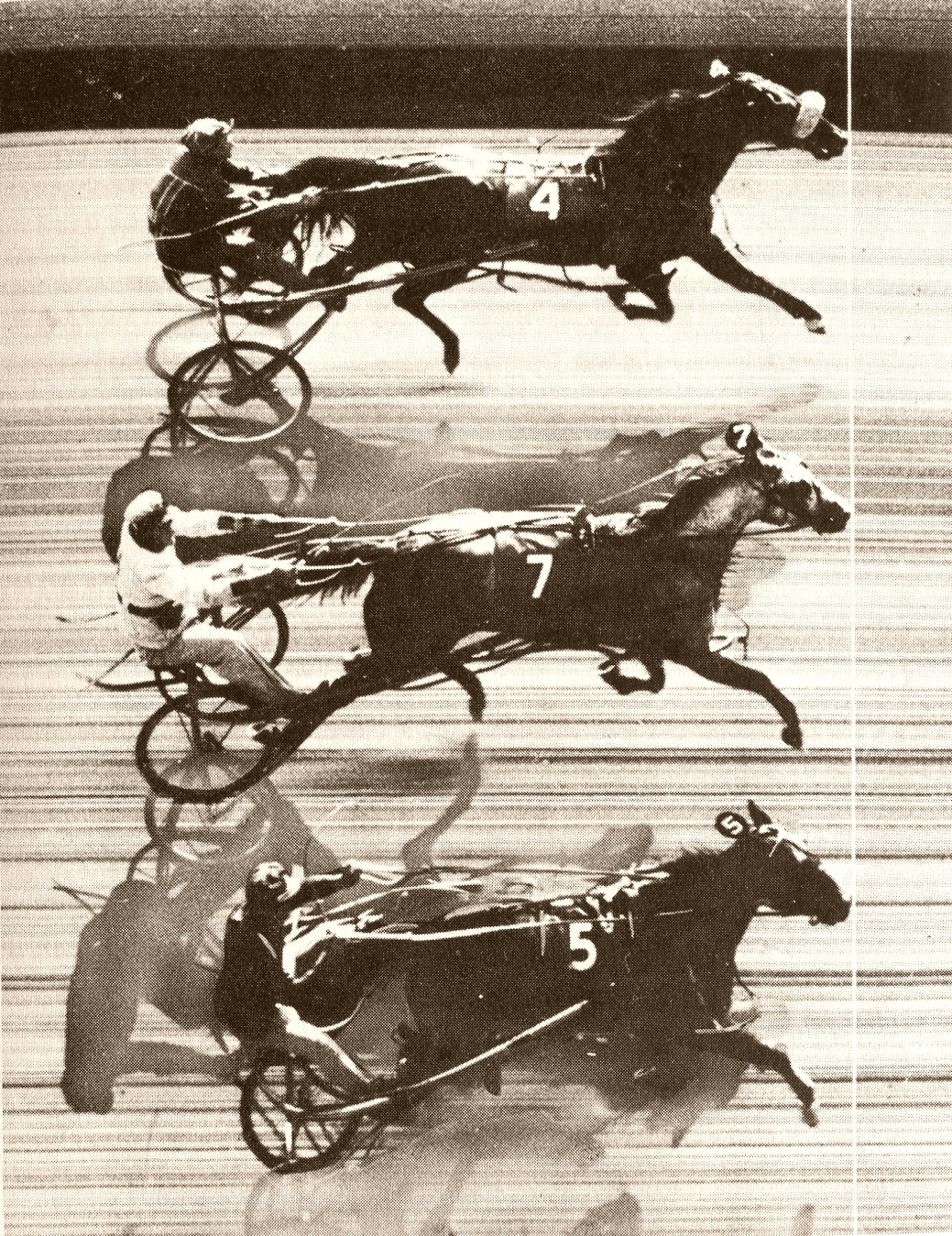
Zieleinlauf beim Trabrennen (Zielfoto)

Der Zieleinlauf (auch Einlaufgerade, Einlauf oder Zielstrecke) ist im Laufsport und bei Pferderennen, Windhundrennen und Hundeschlittenrennen das letzte Stück der Laufstrecke unmittelbar vor dem Ziel.
Wenn die zu absolvierende Bahn Rundungen hat, ist der Zieleinlauf in jedem Fall ein gerader Streckenabschnitt. Bei Pferderennbahnen ist der Zieleinlauf auf der Tribünenseite.